# Pont de Molins
Pont de Molins è un comune spagnolo situato nella comunità autonoma della Catalogna.